# Музей Ростовского водопровода
 Музей Ростовского водопровода — специализированный музей в Ростове-на-Дону, посвященный городскому водопроводу.
Адрес музея: Ростов-на-Дону, ул. Максима Горького, 293.

## История
Музей ростовского водопровода был открыт в 2000 году. Располагается музей в городе Ростов-на-Дону в помещении административного корпуса АО «Ростовводоканал». Сам корпус относится к культурным достопримечательностям города. Музей был создан по инициативе его нынешнего руководителя З. И. Акопова.

Ростов-на-Дону. Памятник городскому водопроводу.

Централизованное водоснабжение города берет свое начало с 1865 года. Вся история его развития отражена в экспозиции музея. Важность городского водопровода подчёркнута открытием в нём бронзового памятника городскому водопроводу, установленного в Покровском сквере Ростова-на-Дону в ознаменование 140-летия «Водоканала».
Длина первого водопровода, пущенного в Ростове-на-Дону в 1865 году составляла около 5,3 км. С развитием и расширением города развивался и водопровод. Среди экспонатов музея: пожарные гидранты, водоразборные колонки, насосные агрегаты и разнообразные приспособления другие водопроводной техники. Возраст многих из экспонатов — более 100 лет. На стендах представлены фотографии и документы. По представленным экспонатам можно узнать о техническом прогрессе в сфере водоснабжения. В центре зала музея находится гипсовая копия скульптуры девушки с ведром у колонки. Такая же бронзовая скульптура установлена в городе. За скульптурой находится пять стендов с фотографиями, посвященными возрождения водопровода. На полу лежит чугунный канализационный люк.
Посетители музея могут увидеть карту города со схемой первого водопровода, которая была выпущена в 1865 году, старую колонку, первый водомер 1901 году, люки XIX века, дореволюционный пожарный гидрант и др. По современным экспонатам можно увидеть, насколько увеличились мощности современного ростовского водопровода, технический прогресс в сфере водоотведения, водоснабжения и очистки.
На шестидесяти музейных стендах представлены документы и фотографии по историю развития городского водопроводно-канализационного хозяйства, восстановление предприятия в послевоенные годы и развитие предприятия ОАО «ПО Водоканал». В музее есть материалы о работниках «ПО Водоканал». В настоящее время это предприятие обслуживает около 2600 км водопроводных и около 1260 км канализационных сетей. Оно обеспечивает водой более 1,2 млн человек проживающих в городах Ростов-на-Дону, Аксай и Батайск.
В холле предприятия находится бюст городскому голове — Андрею Матвеевичу Байкову. При нём был проложен первый в Ростове-на-Дону водопровод. В 2004 году в музее открылся Детский экологический центр.